# Пащенко, Илья Васильевич
Илья Васильевич Пащенко (укр. Ілля Васильович Пащенко; 17 августа 1909 год, село Судиевка, Полтавский уезд, Полтавская губерния — 20 декабря 1985 год, Полтава, Украинская ССР) — председатель колхоза имени Ленина Полтавского района Полтавской области, Украинская ССР. Герой Социалистического Труда (1953). Депутат Верховного Совета УССР 4-го созыва.

## Биография
Родился 17 августа 1909 года в крестьянской семье в селе Судиевка Полтавского уезда. Получил среднее образование. Трудовую деятельность начал в колхозе имени Шевченко Полтавского района. Работал культмассовым работником. Окончив полугодичные педагогические курсы, с 1932 по 1934 год работал учителем начальных классов в селе Россошенцы Полтавского района. С 1934 по 1937 год — учитель начальной школы в селе Судиевка. В 1937 году избран председателем колхоза имени Шевченко Полтавского района. После начала Великой Отечественной войны эвакуировался в Лозно-Александровский район Ворошиловградской области, где до оккупации области работал председателем колхоза «Днепрострой». После освобождения в 1943 году Полтавской области от немецких захватчиков возвратился в Полтавский район, где продолжил председательствовать в колхозе имени Шевченко.
В 1948 году избран председателем колхоза имени Ленина Полтавского района. Вывел колхоз в передовые сельскохозяйственные предприятия Полтавской области. В 1951 году колхоз перевыполнил план сдачи государству сельскохозяйственной продукции.
Указом Президиума Верховного Совета СССР от 28 августа 1953 года удостоен звания Героя Социалистического Труда «за достижение высоких показателей в животноводстве в 1951 году при выполнении колхозом обязательных поставок и контрактации сельскохозяйственной продукции за работу МТС» с вручением ордена Ленина и золотой медали Серп и Молот.
Избирался депутатом Верховного Совета УССР 4-го созыва и народным заседателем Верховного суда Украинской ССР.
С 1958 по 1964 год — агроном колхоза имени Ленина Чутовского района и с 1964 по 1969 год — агроном имени Ильича Полтавского района.
В 1969 году вышел на пенсию. Проживал в Полтаве, где скончался в 1985 году. Похоронен на городском Центральном кладбище на Аллее героев.
Награды
- Герой Социалистического Труда
- Орден Ленина — дважды (1953, 1966)